# کامرون کارتیو
کامران صباحی ملقب به کامرون کارتیو / زاده ۲۰ فروردین ۱۳۵۷ برابر با ۹ آوریل ۱۹۷۸، تهران، خواننده و ترانه‌سرا پاپ ایرانی و سوئدی است.

## زندگی
در سن ۷ سالگی با خانواده اش به اسپانیا مهاجرت کرد و بعد از مدتی نیز به سوئد رفتند. در سوئد در سن ۱۳ سالگی کار هنری خود را با نواختن پیانو آغاز کرد و در نواختن پیانو به موفقیت‌هایی دست یافت. سپس او به گروه هیپ هاپ محله خود ملحق شد و بعد از آن برای مدتی نیز با آرش همکاری‌های کوچکی داشت.
بعد از آن کامرون کار خود را با نوازندگی استدیویی و نوشتن آهنگ و ملودی ادامه داد و سرانجام در سال ۲۰۰۳ هنرمندی شد که دیگر حالا به صورت انفرادی و تک نفره می‌خواند.
در طول آن سال‌ها منبع الهام او هنرمندان دهه ۸۰ و ۹۰ بودند و به‌طور کلی تحت تأثیر هنرمند فرانسوی «Jean Michel Jarre» و گروه آلمانی «Modern Talking» بود.

## حرفه موسیقی
کامرون کارتیو کار موسیقی خود را در سوئد آغاز کرد. او به زبان‌های مختلفی از جمله فارسی، انگلیسی و اسپانیایی صحبت می‌کند و می‌خواند . اسپانیایی را در مدتی که در آنجا زندگی می کرد آموخت. برادر بزرگتر او الک کارتیو، تهیه کننده موسیقی و کارگردان موزیک ویدیو است که کارگردانی بسیاری از موزیک ویدیو های کامرون را بر عهده داشته است.اولین آهنگ تک نفره کامرون به نام روما از آلبومش به نام بدون مرز (Borderless) توسط خود او به زبان فراساخته نوشته و اجرا شد. کمرون با آهنگ روما موفق شد در فستیوال موسیقی سوئد رتبه چهارم را کسب کند. (آوریل ۲۰۰۵)
پس از آن کمپانی سونی این پدیده جدید ایرانی را در فهرست خوانندگان محبوب خود قرار داد و آلبوم بدون مرز از طریق کمپانی Sony BMG ارائه شد.

## زندگی شخصی
کامرون مسیحی است، در سوئد عاشق دختر همسایه خود به نام «Henna» می‌شود و این دو برای مدتی نیز با هم دوست بودند اما بعد از مدتی بنا به دلایلی هنا به همراه خانواده اش مجبور به ترک سوئد می‌شوند و از آنجا که این مهاجرت ناخواسته بود در نتیجه آن‌ها هنوز مقصد و محل زندگی خود را انتخاب نکرده بودند و همین موضوع باعث شد که ارتباط کامرون با هنا قطع شود و از آنجا که هنا از طرفداران سر سخت خالد بود کامرون برای نشان دادن عشقش به هنا با خالد ارتباط بر قرار کرد و توانست موافقت خالد را برای همکاری جلب کند و نتیجه این همکاری آهنگ هنا شد تا شاید به این وسیله کامرون بتواند عشق گم شده خود را بازیابد. او  با دختری سوئدی با اصلیت کردی به نام Narmeen Alkalaf دوست بود. کامرون  در حال حاضر در کالیفرنیا زندگی می کند و با دلارام کارتیو ازدواج کرده است و دو فرزند پسر دارد. او به همراه برادرش الک کارتیو تا سال 2017 صاحب یک پیتزا خانه سوئدی واقع در سانتا مونیکای لس آنجلس بودند.کارتیو در امور خیریه برای پیشگیری از فقر و حقوق کودکان در کشورهای جهان سوم مشارکت می کند که آخرین مشارکت او مرتبط به Global Charity Initiative در تاریخ اکتبر 2019 در شهر بورلی هیلز ایالت کالیفرنیا بود.

## آلبوم‌ها
- Borderless (بدون مرز) 2006

| Borderless (بدون مرز) - سال انتشار: 2006 | \| نام ترانه \| زمان \| \| ------------------- \| ---- \| \| نی نا نای \| 3:04 \| \| هنا (به همراه خالد) \| 3:13 \| \| سندی \| 3:49 \| \| لیلی \| 3:01 \| \| روما \| 3:03 \| \| ایرونیم \| 3:36 \| \| مادرم \| 3:26 \| \| بارونه \| 3:09 \| \| تویی عزیزم \| 3:15 \| \| روما (Remix) \| 3:02 \| \| هنا (Extended) \| 3:53 \| |
| نام ترانه                                | زمان |
| نی نا نای                                | 3:04 |
| هنا (به همراه خالد)                      | 3:13 |
| سندی                                     | 3:49 |
| لیلی                                     | 3:01 |
| روما                                     | 3:03 |
| ایرونیم                                  | 3:36 |
| مادرم                                    | 3:26 |
| بارونه                                   | 3:09 |
| تویی عزیزم                               | 3:15 |
| روما (Remix)                             | 3:02 |
| هنا (Extended)                           | 3:53 |

در سال 2006 کمپانی Sony BMG آلبوم بدون مرز را با کمی تفاوت نسبت به آلبوم اصلی عرضه کرد که شامل ترانه Don't tell me tonight با حضور خواننده اسپانیایی ادورنی بود. میچیکا ترانه ای از سربل خواننده قبرسی-یونانی است که توسط کامرون به زبان فارسی خوانده شد و به همراه نسخه های اسپانیایی تعدادی از ترانه های قبلی در این آلبوم قرار گرفت.
| Borderless (بدون مرز) - ناشر: Sony BMG - سال انتشار: 2006 | \| نام ترانه \| زمان \| \| --------------------------------------- \| ---- \| \| هنا (نسخه اسپانیایی) \| 3:15 \| \| میچیکا \| 3:05 \| \| Don't tell me tonight (به همراه ادورنی) \| 3:22 \| \| روما (نسخه اسپانیایی) \| 3:03 \| \| نی نا نای \| 3:04 \| \| بارونه \| 3:09 \| \| مادرم \| 3:26 \| \| ایرونیم \| 3:36 \| \| سندی \| 3:49 \| \| لیلی \| 3:01 \| \| هنا (نسخه اوریجینال) \| 3:13 \| |
| نام ترانه                                                 | زمان |
| هنا (نسخه اسپانیایی)                                      | 3:15 |
| میچیکا                                                    | 3:05 |
| Don't tell me tonight (به همراه ادورنی)                   | 3:22 |
| روما (نسخه اسپانیایی)                                     | 3:03 |
| نی نا نای                                                 | 3:04 |
| بارونه                                                    | 3:09 |
| مادرم                                                     | 3:26 |
| ایرونیم                                                   | 3:36 |
| سندی                                                      | 3:49 |
| لیلی                                                      | 3:01 |
| هنا (نسخه اوریجینال)                                      | 3:13 |

## تک‌آهنگ ها
- 2011: الکتریک
- 2011: بیا نزدیکتر
- 2012:Cuando Volveras (نسخه اسپانیایی بیا نزدیکتر)
- 2012: شیطونکی (به همراه ماریا منسون)
- 2012: یه دیوونه
- 2015: دلم اسیره
- 2019: برسون
- 2019: بسپار به خدا
- 2020: چه خوبه اینجایی
- 2021: اول و آخر
- 2021: دلا دلا (Dela Dela)
- 2022: دوتایی (به همراه ماریا منسون)